# Сисуєв Микола Сергійович
Микола Сергійович Сисуєв (рос. Никола́й Серге́евич Сысу́ев, нар. 19 травня 1999, Нижній Новгород, Росія) — російський футболіст, воротар клубу «Оренбург».

## Ігрова кар'єра

### Клубна
Микола Сисуєв народився у місті Нижній Новгород і є вихованцем місцевого футболу. Він починав грати у молодіжній команді місцевого клубу «Олімпієць» в обласній першості, де був визнаний кращим воротарем турніру.
Влітку 2017 року Сисуєв дебютував у першій команді у чемпіонаті Росії. У сезоні 2020/21 разом з клубом став бронзовим призером ФНЛ і підвищився в класі до Прем'єр-ліги. Але у вищому дивізіоні зіграти за клуб воротар не встиг, бо вже у вересні 2021 року залишив клуб, розірвавши контракт за згодою сторін.
У листопаді Сисуєв приєднався до клубу ФНЛ «Оренбург», з яким також став бронзовим призером ФНЛ, та через перехідний плей - офф вийшов до РПЛ. 4 березня 2023 року Сисуєв дебютував у турнірі Прем'єр - ліги.

### Збірна
Микола Сисуєв провів кілька матчів у складі юнацької збірної Росії.

## Досягнення
Нижній Новгород
- Бронзовий призер ФНЛ: 2020/21

Оренбург
- Бронзовий призер ФНЛ: 2021/22